# Le Granier
Pour les articles homonymes, voir Granier.
Le Granier, aussi appelée le Granier en Chartreuse, est une station de sports d'hiver de France située en Savoie, dans le massif de la Chartreuse, sur la commune d'Entremont-le-Vieux, au sud de Chambéry, au pied du mont Granier et du col du Granier.
La commune accueille également le Désert d'Entremont, une autre station de sports d'hiver, sur le versant opposé, au pied du mont Outheran.

## Géographie
La station du Granier est située dans le nord-est du massif de la Chartreuse, dominée par le mont Granier situé à l'est, sur l'adret du col du Granier. Située entre 1 000 et 1 400 mètres d'altitude, elle comporte trois téléskis desservant quatre pistes.
Elle est accessible par la route départementale 912 à partir de Chambéry ou de Saint-Pierre-d'Entremont.

## Histoire
Les aménagements du Granier sont réalisés en 1969, un an après la création du foyer de ski de fond au Désert d'Entremont.

## Exploitation
Le forfait de ski est commun au Désert d'Entremont et au Granier.